# صندوق العلاج الطبي
صندوق العلاج الطبي (بالألمانية: Krankenkasse) هو النظام المتبع في ألمانيا والنمسا لعلاج المرضى ورعايتهم ـ يشمل جميع طبقات الشعب. شكل النظام طبقا لقانون صادر عن البرلمان، ولكن لا تقوم الحكومة به، وأنما تقوم به في ألمانيا مثلا نحو 150 صندوق للعلاج الطبي في تعاون مع الأطباء الذين يسجّلون في تلك الصناديق المختلفة، ويربطهما عقد. تشكل صناديق العلاج الصحي جزءا من قانون الضمان الاجتماعي. قليل من الأطباء لا ينتمي بعقد مع تلك الصناديق، ويختار العمل مستقلا عن أي صندوق ويسمى تلك الأطباء «طبيب خاص» بمعنى أنه لا ينتمي إلى أحد الصناديق. ينتمي نحو 90% من أطباء ألمانيا بعقد مع الصناديق عن طريق رابطة الأطباء.
عندما يحتاج المريض إلى الطبيب يذهب إلى أي طبيب يختاره ويطمئن إليه، فيعالجه الطبيب، وتسجل العيادة رقم تأمين الصحي للمريض، ونوع المرض، وأتعاب الطبيب. كل ثلاثة أشهر يحصل الطبيب على أتعابه من رابطة الأطباء، ولا يدفع المريض شيئا. يذهب المريض بروشتة الدواء إلى الصيدلية، ويعطيهم الروشتة ويحصل على الدواء، ولا يقوم بدفع شيئا. كل تلك الحسابات تتم بين الصناديق ورابطة الأطباء والصيدليات مباشرة.
طلبة الجامعات يتمتعون بتأمين مخفض تبع إحدى الصناديق التي يختارونها.
تفضل رجال الأعمال الحرة أن يكون تأمينها الصحي لدى شركات تأمين، ويمكنهم الذهاب إلى «طبيب خاص» أو إلى طبيب متعاقد مع الصناديق.

## ألمانيا
يوجد في ألمانيا نظامين للتأمين الصحي أحدهما منصوص عنه في القانون ويختص بعمل صناديق العلاج الطبي، والآخر تأمين طبي حر، تقوم به شركات تأمين. في نظام صناديق العلاج الطبي تحدد الحكومة النسبة المئوية من الراتب أو المعاش وتقوم الحكومة بتحصيله من جميع العاملين. وتقوم بتوزيع الحصيلة على صناديق العلاج الطبي فتقوم هي برعاية العاملين (جميع العاملين) المنتمون إليها وبحسب أعدادهم. أما في التأمين الصحي الحر الذي تقوم به شركات، فيعتمد قسط التأمين الشهري على سن المتعاقد على التأمين الصحي.
نشأ نظام صناديق العلاج الصحي طبقا للكتاب الخامس من قانون الشؤون الاجتماعية، وهي صناديق مستقلة تدير شؤونها بنفسها مستقلة عن الحكومة. يقوم المؤمن عليهم بانتخاب مجلس إدارة، يحتار مين بينه مديرا للصندوق. ويتكون نصف أعضاء مجلس الإدارة من نواب عن العاملين والنصف الآخر من نواب عن أصحاب العمل. وفي بعض الأحيان مثلما في حالة ما يسمى «الصندوق البديل» Ersatzkasse، يتكون جميع أعضاء مجلس الإدارة من نواب عن العمال والموظفين. وعند انضمام صندوقين مختلفين ينضم في الصندوق الموحد مندوبون عن العمال والموظفين في مجلس الإدارة.
ترعى صناديق العلاج الطبي 4و51 مليون مشترك. وهم يشكلون بعائلاتهم نحو 70 مليون نسمة (طبقا لإحصاءات عام 2009).
ومنذ عام 2003 تقسم ميزانية الصندوق إلى «ميزانية العلاج الطبي» و «ميزانية رعاية المعمرين» Pflegekasse التي صدر قانون بتشكيلها، وتقوم الحكومة بتحصيل نسبتها المئوية من رواتب العمال والموظفين، وتسلمها إلى الصناديق لرعاية المؤمن عليهم.
النسبة المئوية من الراتب الخاصة بالـامين الصحي في ألمانيا 14% يتقاسمها (بالتقريب) الموظف وصاحب العمل. وبالنسبة إلى صندوق رعاية الشيخوخة 1% من الراتب.
تنقسم صناديق العلاج الطبي إلى صناديق مختلفة:
- صناديق محلية عامة، تختص بمنطقة معينة من البلاد.
- صناديق الشركات والمؤسسات، وهي تشكل بعدد من العمال والموظفين لا يقل عن 1000 شخص. ويمكن انضمام بعض المؤمن عليهم من خارج الشركة أو المؤسسة.
- صناديق الحرفيين، ويتبع الصندوق 1000 حرفي على الأقل، ويمكن انضمام غرباء عن المهنة إليها.
- صناديق العاملين في الفلاحة، وتشمل الفلاحين وأسرهم، ومن يحصل على معاش منهمم.
- صناديق عمال وموظفي السكك الحديدية، والنقل البحري وعمال المناجم، ويمكن أن ينضم إليها غرباء عن تلك المهن منذ 2007.
- الصناديق البديلة، وقد نشأت باتحادات ترعي نفسها بنفسها، وتضمها رابطة الصناديق البديلة Verband der Ersatzkassen.

وقد نشأ هذا التقسيم بحسب التطور التاريخي، حيث كانت الصناديق المحلية العامة سابقا ملزمة بقبول المؤمن عليه. فتبعا لراتب العامل أو الموظف كان لبعضهم أحقية في الاختيار بين تأمين صندوق العلاج الطبي أو التأمين الخاص في إحدى شركات التأمين.
عند اغلاق أو إفلاس أحد الصناديق تضمن الرابطة التي تضمهم جميعا علاج ورعاية المؤمن عليهم وأسرهم. وتتشاور الصناديق المختلفة فيما بينها في مسائل سن المؤمن عليهم، وجنسيهم من رجال ونساء، ومدى إصابتهم بأمراض، ونوعية الأمراض، واصبحوا منذ عام 1994 ملزمون بموائمة ميزانياتهم فيما بينهم، لتحمل ظروف البنية الاجتماعية المتغيرة. كما يسمح القانون منذ عام 2007 بانضمام صناديق العلاج الطبي والرعاية الطبية إلى بعضها البعض.
يقوم كل صندوق للعلاج الطبي بتنظيم إدارتها بنفسه. ولكنه ملزم بأداء أنشطة قانونية فيما يسمى «أنشطة إلزامية»، ويمكنه الزيادة عليها. وطبقا لقانون عام 2009 كل صندوق ملزم بسداد ما عليه من ديون.
تستلم صناديق العلاج الطبي أنصبتها من طبقا لقانون تأمين الضمان الاجتماعي (تأمين العلاج، تأمين المعاشات، تأمين ضد البطالة، تأمين رعاية الشيخوخة) من أصحاب الأعمال، تقوم بتوزيعها المؤسسات القائمة على تلك التأمينات المختلفة.
و تقوم صناديق العلاج الطبي بدفع مبالغا شاملة معينة إلى اتحادات الأطباء المتعاقدين مع الصناديق وكذلك إلى اتحادات أطباء الأسنان المتعاقدين مع الصناديق، وتقوم تلك الاتحادات بتقسيم المبالغ على الأطباء.
ملاحطات وأقوال:
- وتنطبق توجيهات إلينور أوستروم على نظام صندوق العلاج الطبي المتبع في النمسا وألمانيا وسويسرا، حيث لا تقوم الحكومة بهذا العمل، وإنما تقوم به صناديق مختلفة تخضع للعمل والمسؤولية الذاتية من أجل تقديم أحسن الخدمات إلى المرضي من المواطنين ورعايتهم الصحية بأفضل ما يكون.
- ويقول الأستاذ الدكتور غونتر يانسن، وزير التضامن الاجتماعي السابق في حكومة مقاطعة شليزفيج-هولشتاين بألمانيا بأن «الأطباء وصناديق العلاج يشكلان أحسن نظام للرعاية الصحية، أحسن من أن تقوم به الحكومة».

## تطور صناديق العلاج وعددها
كان عدد صناديق العلاج الطبي 6985 صندوقا في عام 1933. وانخفض عددها خلال عشرات السنين الأخيرة انخفاضا كبيرا. هذا الانخفاض كان بسبب انضمامها إلى بعضها البعض أو الإفلاس.
| في 1. يناير                                       | 1970  | 1980  | 1990  | 1995 | 2000 | 2005 | 2008 | 2009 | 2010 | 2011 | 2012 |
| ------------------------------------------------- | ----- | ----- | ----- | ---- | ---- | ---- | ---- | ---- | ---- | ---- | ---- |
| نسخة محفوظة 20 سبتمبر 2020 على موقع واي باك مشين. | 1.815 | 1.319 | 1.147 | 960  | 420  | 267  | 221  | 202  | 169  | 156  | 146  |

وصل عددها في أبريل 2011 إلى 155 صندوق.
| النوع                    | 1/1994 | 1/1997 | 1/2000 | 1/2003 | 1/2004 | 1/2005 | 1/2006 | 1/2007 | 1/2008 | 1/2009 | 1/2010 | 7/2011 |
| ------------------------ | ------ | ------ | ------ | ------ | ------ | ------ | ------ | ------ | ------ | ------ | ------ | ------ |
| صناديق محلية عامة        | 236    | 18     | 17     | 17     | 17     | 17     | 17     | 16     | 15     | 15     | 14     | 12     |
| صناديق شركات ومؤسسات     | 706    | 457    | 337    | 255    | 229    | 210    | 199    | 189    | 171    | 155    | 131    | 119    |
| صناديق الحرفيين          | 165    | 43     | 32     | 24     | 19     | 19     | 17     | 17     | 15     | 14     | 8      | 7      |
| صناديق بديلة             | 15     | 14     | 12     | 12     | 11     | 10     | 10     | 8      | 8      | 8      | 6      | 6      |
| صناديق الفلاحين          | 21     | 20     | 20     | 10     | 9      | 9      | 9      | 9      | 9      | 9      | 9      | 9      |
| صناديق عمال المناجم / Sk | 2      | 2      | 2      | 2      | 2      | 2      | 2      | 2      | 1      | 1      | 1      | 1      |

| عدد المؤمن عليهم  | 1/2003 | 8/2005 | 1/2006 | 1/2007 | 1/2008 | 1/2009 | 1/2010 | 7/2011 |
| ----------------- | ------ | ------ | ------ | ------ | ------ | ------ | ------ | ------ |
| > 1.000.000       | 12     | 12     | 13     | 13     | 13     | 13     | 14     | 15     |
| 500.000 - 999.999 | 10     | 10     | 10     | 10     | 11     | 11     | 7      | 7      |
| 250.000 - 499.999 | 8      | 9      | 10     | 9      | 10     | 10     | 12     | 10     |
| 100.000 - 249.999 | 24     | 29     | 31     | 28     | 29     | 27     | 18     | 14     |
| 50.000 - 99.999   | 32     | 33     | 28     | 34     | 27     | 26     | 21     | 18     |
| 25.000 - 49.999   | 36     | 32     | 38     | 31     | 23     | 19     | 19     | 19     |
| <25.000           | 205    | 134    | 123    | 116    | 106    | 96     | 78     | 71     |
| المجموع           | 327    | 259    | 253    | 241    | 219    | 202    | 169    | 154    |

من أمثلة انضمام الصناديق إلى بعضها البعض توحيد "صندوق التقنيين" وصندوق الحرفيين "IKK-Direkt وتوحيد "صندوق بارمر " و "صندوق جموندر"، وتوحيدات أخرى.ويعتبر صندوق بارمر-جموندر الآن أكبر صناديق العلاج في ألمانيا وهو قائم على رعاية 58و6 مليون من المشتركين ويتبعه "صندوق التقنيين" بعدد المن عليهم 42و5 مليون شخص وعائلاتهم.
اعتبرت وزيرة الصحة السابقة «اولا شميدت» أن عدد الصناديق لا زال كبيرا وتنبأت بانخفاض العدد مستقبلا بالاتحام 30 إلى 50 صندوق. من عدد الصناديق الموجودة حاليا ينتمي إلى أكبر 64 صندوقا أكثر من 50.000 مشترك. أما الصناديق الصغيرة فهي تنضم مع بعضها البعض بمعدل سريع، وهذا يؤدي إلى انخفاض في المصروفات.

## النمسا
تتحمل صناديق العلاج في النمسا أعباء التأمين الصحي. ويبلغ نسبة الراتب للـتامين الصحي بقوة القانون 5و7% يتقاسمها العاملون وأصحاب العمل تقريبا (تختلف قليلا مع العمال، الموظفين والفلاحين). وبالنسبة لموظفي القطاع الحكومي فنسبتهم من الراتب 8و7% وهي ألضا متقاسمة تقريبا بين الموظف وجهة العمل. والمؤمن عليهم تأمينا خاصا (للأعمال الحرة) فنسبتهم 1و9% وللفلاحين 5و7 %. وأصحاب المعاشات يدفعون 59و4 من معاشاتهم للتأمين الصحي. كل من لا يزيد راتبه الشهري عن 3840 يورو أو 53.760 يورو في السنة يكون ملزما بدفع النسبة من راتبه أو معاشه كتأمين صحي (طبقا لقانون عام 2007).
أنواع صناديق العلاج الصحي:
- صناديق محلية عامة: وهي توجد في المقاطعات. وتحددها ليس مكان سكن المؤمن عليه وإنما مكان عمله، إلا إذا كان هناك أكثر من مكان عمل فيكون مكان السكن.
- إدارة تأمينات موظفي الحكومة: ويتبعها موظفي الحكومة والسياسيين، وموظفي الجامعات طبقا لقانون الجامعات لعام 2002، والمحالين إلى المعاش من موظفي الحكومة.
- صناديق الشركات والمؤسسات: ترعي العاملين في الشركات والمؤسسات وعائلاتهم، والمحالين على المعاش منهم.
- صناديق التأمين الاجتماعي للعاملين في الأعمال التجارية: وهي تختص بالعاملين في الأعمال الحرة، ومن يستحق منهم يحصل على معاش طبقا ل GSVG.
- إدارة تأمينات الفلاحين: وتختص بالفلاحين والعاملين في الغابات (كلهاأعمال حرة) وعائلاتهم ومن يحصل على معاش طبقا ل BSVG
- إدارة تأمينات عمال السكك الحديدية وعمال المناجم: للعاملين في السكك الحديدية ولعمال الملاحة في بحر «بودنزيه» الداخلي، ولبعض أصحاب المعاشات طبقا ل ASVG-Pension.

وترتبط جميع صناديق العلاج الصحي وإدارات التأمين في «الرابطة الرئيسية لصناديق التأمين الاجتماعي النمساوية».
في بعض المناطق مثل فيين وسالزبورج وغراس، وتيرول أنشأت للعاملين الحكوميين فيها ما يسمى «إدارات الرعاية الصحية»  (Krankenfürsorgeanstalten (KFA. وهي لا تتبع الرابطة الرئيسية لصناديق التأمين الاجتماعي النمساوية.

## سويسرا
أنظر أيضا: الرعاية الصحية في سويسرا

### المبدأ الأساسي
صناديق العلاج الطبي تشكل مؤسسات يمكن أن تتبع مؤسسات الدولة أو مؤسسات أهلية، وهي لا تعمل من أجل الكسب وتحقيق أرباح. ومهمتها الأساسية هو تنفيذ التأمين الصحي للمجتمع وتعتمدها وزارة الداخلية الفدرالية.
وينظم القانون الفيدرالي للتأمين الصحي نظام «صناديق العلاج»:

### أنظمة الإدارة
يمكن تأسيس صناديق العلاج في هيئة اتحاد أو مؤسسة خيرية أو رابطة أو شركة مساهمة، ولكنها لا تكون بغرض الكسب والربح.

### الرقابة الحكومية
تقوم المصلحة الفدرالية للصحة برعاية وتفتيش صناديق العلاج.

### الواجبات الأساسية والفرعية
تقوم صناديق العلاج الطبي بتنفيذ التأمين الصحي للمجتمع (التأمين الإجباري). ولصندوق العلاج الحرية في ضم بعض النشاطات الأخرى إلى جانب وظيفته الأساسية المتعلقة بالتأمين الصحي، مثل تقديم معاملات خصوصية، رعاية خاصة في المستشفيات أو تقديم علاجات إضافية في طب الأسنان أو علاجات تكاملية. كما يمكنها ضم بعض التأمينات الأخرى المتعلقة، مثل مصروفات الدفن وتعويضات حوادث المعوقين. ويشترط في أن يكون للصندوق عدد كاف من المؤمن عليهم.

### شروط الاعتراف بصندوق علاج
يشترط في صندوق العلاج الطبي تنفيذ التأمين الصحي للمجتمع على أساس التوافق وعدالة التعامل مع جمهور المؤمن عليهم. ولا يحق له استخدام أموال التأمين الصحي في أغراض لا تنتمي إليه. ولا بد من أن تقيد الإدارة والرئاسة بشروط تلزم باحترام التعليمات القانونية. ويجب أن تكون في وضع اقتصادي بحيث تؤدي ما عليها من واجبات في كل وقت.
ويجب عليها تقديم تأمين مصروف يومي للمريض طبقا لقانون التأمين الصحي، وأن يكون مقرها في سويسرا. وعليها أن تقدم التأمين الصحي الاجتماعي إلى الأفراد المؤمن عليهم إجباريا، الذين ينتمون إلى دول الاتحاد الأوروبي أو ينتمون إلى إيسلندا أو النرويج، طالما لم يحررهم المجلس الفدرالي من تلك الأعباء.

### عدد الصناديق
يوجد في سويسرا حاليا 69 صندوقا للعلاج الطبي (وضع: 1 مارس 2012)، ويعمل بعض منها فقط في النطاق المحلي.

## اقرأ أيضا
- الرعاية الصحية في سويسرا
- إلينور أوستروم